# Марікіта
Марікіта (ісп. Mariquita) — місто і муніципалітет в колумбійському департаменті Толіма, приблизно за 180 км від Боготи. Поселення було засноване 1551 року біля річки Магдалена та було досить важливим центром гірнодобувного району за колоніальних часів. У місті помер конкістадор та засновник Боготи Гонсало Хіменес де Кесада.
Зараз місто є центром сільськогосподарського району та часто називається «фруктовою столицею» Колумбії. Крім того, Марікіта є популярним туристичним центром як через колоніальну архітектуру, наприклад монетний двір (la casa de la moneda), так і через природні пам'ятки, зокрема водоспади Медіна (Las Cataratas de Medina). У місті розташовано багато великих готелей.
| Колумбія | Це незавершена стаття з географії Колумбії. Ви можете допомогти проєкту, виправивши або дописавши її. |